# Megastene
Megastene (in greco antico: Μεγασθένης?, Megasthénēs, in latino Megasthĕnes; circa 340 a.C. – dopo il 300 a.C.) è stato un diplomatico, storico e geografo greco antico.

## Biografia

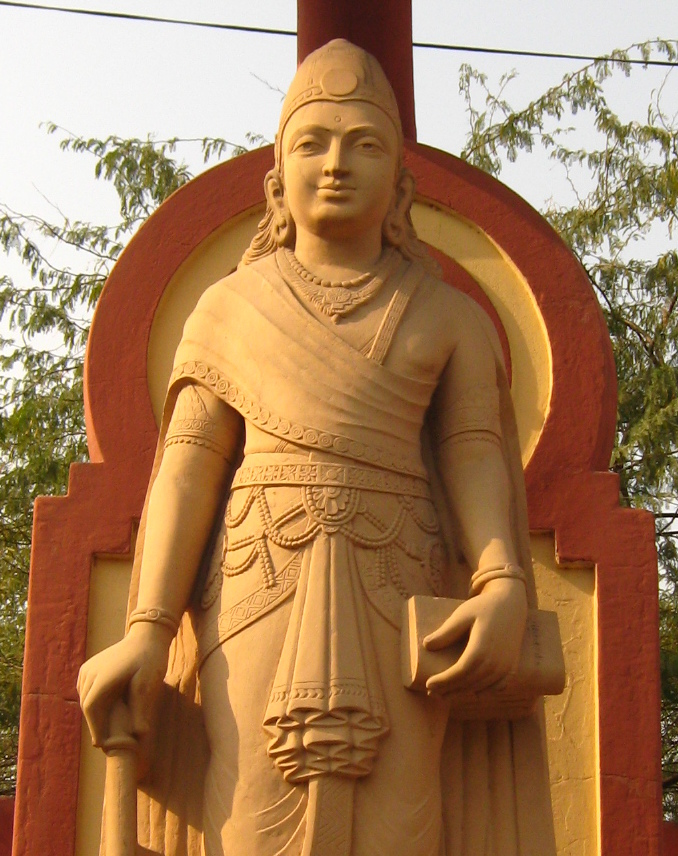
Statua di Chandragupta Maurya, sovrano alla cui corte Megastene visse circa quindici anni, nel tempio di Laxminarayan

Probabilmente  originario della Ionia, fu un importante diplomatico ellenistico che, tra il 302 ed il 291 a. C., fu inviato in India come ambasciatore di Seleuco I presso la corte di Pataliputra del re indiano Sandrokottos, nome con cui i greci chiamavano il fondatore dell'Impero Maurya Chandragupta.
In effetti, Seleuco avrebbe inviato Megastene come firmatario, a suo nome, di un trattato con Chandragupta dopo averlo combattuto negli anni precedenti, poiché Megastene era amico intimo di Sibirzio, satrapo dell'Aracosia - già satrapo sotto Alessandro e rimasto nella sua posizione anche dopo gli accordi di Triparadiso del 321 a.C. - e, dunque, conosceva bene la via verso la capitale dei Maurya, che peraltro, lo stesso storico afferma di aver visitato più volte.
In realtà, secondo alcune ipotesi che riflettono proprio sul legame tra Megastene e l'importante figura politica di Sibirzio, l'ambasceria sembra più probabile nel contesto politico del 319 a.C., con la pubblicazione dell'opera megastenica alla fine degli anni Dieci.

## Indikà
Sulla base delle conoscenze così acquisite, Megastene compose l'opera Notizie sull'India (in greco antico: Ἰνδικά?, Indikà), in 4 libri, che non ci è giunta integralmente, ma ne possediamo numerosi e ampi frammenti. 
Il primo libro descriveva la geografia, soffermandosi sulle dimensioni dell'India, sul Caucaso (corrispondente all'Himalaya), i fiumi, la flora e la fauna; i due libri successivi trattavano il sistema di governo, le caste e gli usi religiosi; l'ultimo trattava la storia, l'archeologia e le leggende.

## Analisi critica
I frammenti rivelano come Megastene scrivesse sotto il diretto influsso della mitizzazione della spedizione indiana di Alessandro, in quanto riporta credenze anche meravigliose sul subcontinente indiano senza vagliarle criticamente: ad esempio, accettava la falsa tradizione della conquista dell'India da parte di Nabucodonosor e dell'etiope Taharka.
Da un passo citato da Clemente Alessandrino si può dedurre che uno degli scopi e forse il maggiore che Megastene si prefisse nello scrivere la sua storia, fu quello di trovare nell'India i precedenti della storia leggendaria, divina, delle dottrine filosofiche greche. Così, le leggende sorte dopo la spedizione di Alessandro circa la conquista dell'India per opera di Dioniso e di Eracle hanno, secondo Megastene, il loro fondamento in antiche tradizioni nazionali indiane. I frammenti furono raccolti e ordinati per la prima volta da E. A. Schwanbeck, Megasthenis fragmenta (Bonn 1846), e da Muller nei suoi Fragmenta Historicorum Graecorum, vol. II, pp. 397-439.
Ciononostante e anche se l'interpretazione grecizzante spinse Megastene a rappresentare l'India come una sorta di utopia platonico-cinica, la sua opera rimase per secoli la fonte più completa e autorevole sull'India a disposizione del mondo occidentale e fu usata largamente da Arriano, nella sua Indikà, da Strabone, nella sua Geografia e dagli altri autori che si occuparono dell'India.